# Lourties-Monbrun
Pour les articles homonymes, voir Lourties.
Lourties-Monbrun est une commune française située dans le sud du département du Gers en région Occitanie. Sur le plan historique et culturel, la commune est dans le pays d'Astarac, un territoire du sud gersois très vallonné, au sol argileux, qui longe le plateau de Lannemezan.
Exposée à un climat océanique altéré, elle est drainée par, le Sousson, le Cédon et par divers autres petits cours d'eau. La commune possède un patrimoine naturel remarquable composé d'une zone naturelle d'intérêt écologique, faunistique et floristique.
Lourties-Monbrun est une commune rurale qui compte 156 habitants en 2022, après avoir connu une forte hausse de la population depuis 1975.  Elle fait partie de l'aire d'attraction d'Auch. Ses habitants sont appelés les Lourtissois ou  Lourtissoises.

## Géographie

### Localisation
Lourties-Monbrun est une commune de Gascogne située à 25 km au sud d'Auch, entre les vallées du Sousson et du Gers, toutes deux orientées des Pyrénées au sud vers le bassin de la Garonne au nord, dans la partie centrale de l'Astarac. La répartition du peuplement est essentiellement composée d'habitations anciennes dispersées, du hameau Haouès avec huit maisons, ainsi que d'un lotissement récent d'une dizaine de maisons.

### Communes limitrophes
Les communes limitrophes sont  Clermont-Pouyguillès, Esclassan-Labastide, Labarthe, Masseube et Saint-Arroman.
| Clermont-Pouyguillès |                     | Labarthe |
|                      | Lourties-Monbrun    |          |
| Saint-Arroman        | Esclassan-Labastide | Masseube |

### Géologie et relief
L'altitude de la commune varie entre 192 et 301 mètres. La superficie est de 950 hectares.
Le relief de la partie occidentale de la commune est constitué de coteaux et de combes, tandis que la partie orientale descend en pente douce vers le Gers.
Lourties-Monbrun se situe en zone de sismicité 2 (sismicité faible).

### Hydrographie
Différents cours d'eau traversent ou bordent le territoire de la commune de Lourties-Monbrun :
- le Sousson marque une partie de la frontière occidentale de la commune avec Clermont-Pouyguillès ;
- le Cédon prend sa source dans la partie centrale de Lourties-Monbrun puis se dirige vers le nord-est où il marque la frontière avec Clermont-Pouyguillès également ;
- le ruisseau du Boué se dirige vers l'est et marque une partie de la frontière septentrionale avec Labarthe ;
- les ruisseaux de Labaurie et du Boutil prennent leur source sur la commune et se dirigent vers l'est en direction de Labarthe ;
- le ruisseau de Larrazet, petit affluent de la rive gauche du Gers, se dirige aussi vers l'est et marque une partie de la frontière méridionale de la commune avec Masseube ;
- le ruisseau de Ferran prend sa source dans la partie la plus méridionale de la commune et se dirige vers l'est en direction de Masseube ;
- le ruisseau de l'Estive marque une partie de la frontière la plus méridionale de la commune avec Esclassan-Labastide.

Enfin, le Canal de Monlaur traverse la commune du sud-ouest vers le nord-est.

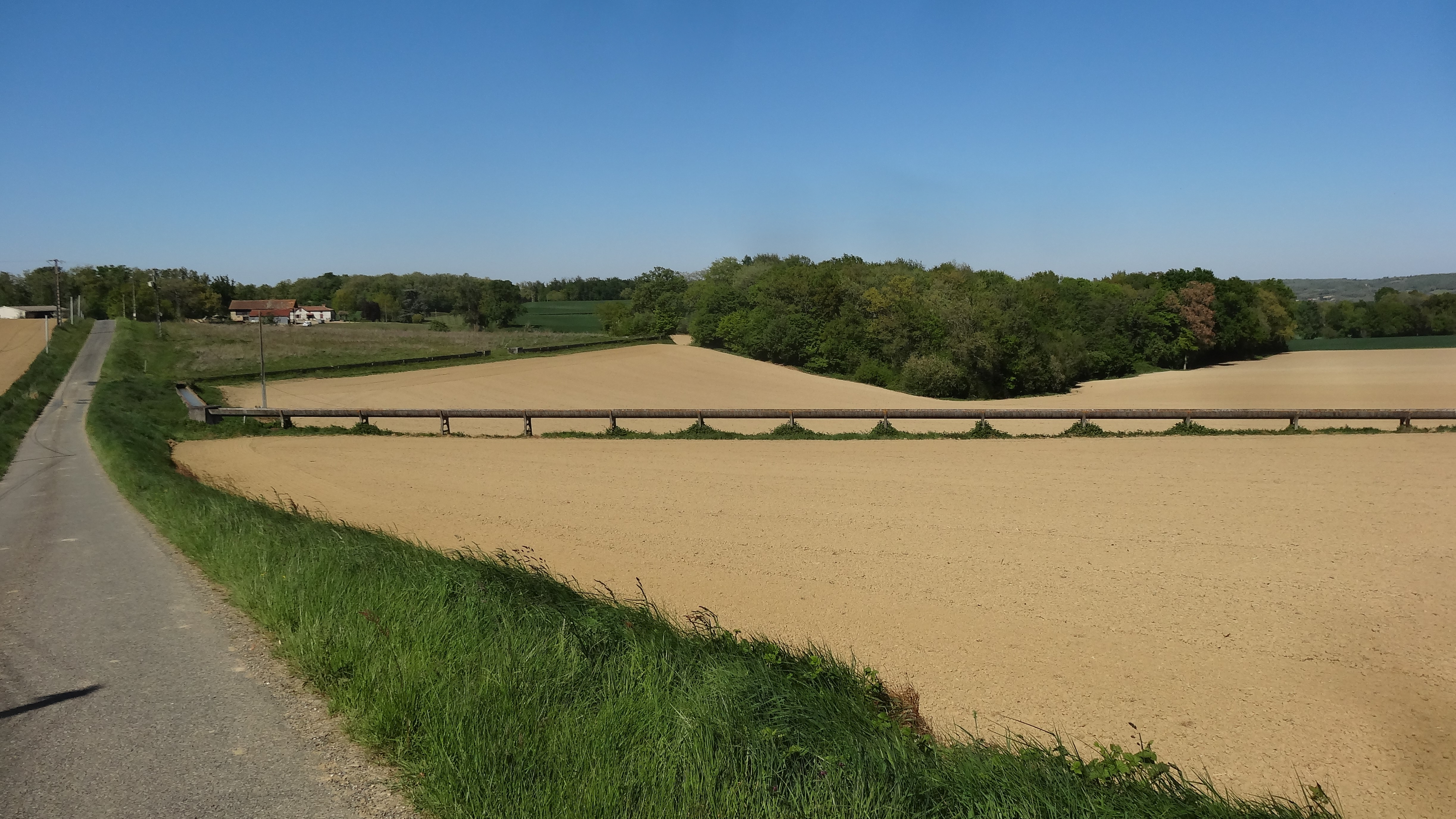
Le Canal de Monlaur sur les hauteurs de Lourties-Monbrun.
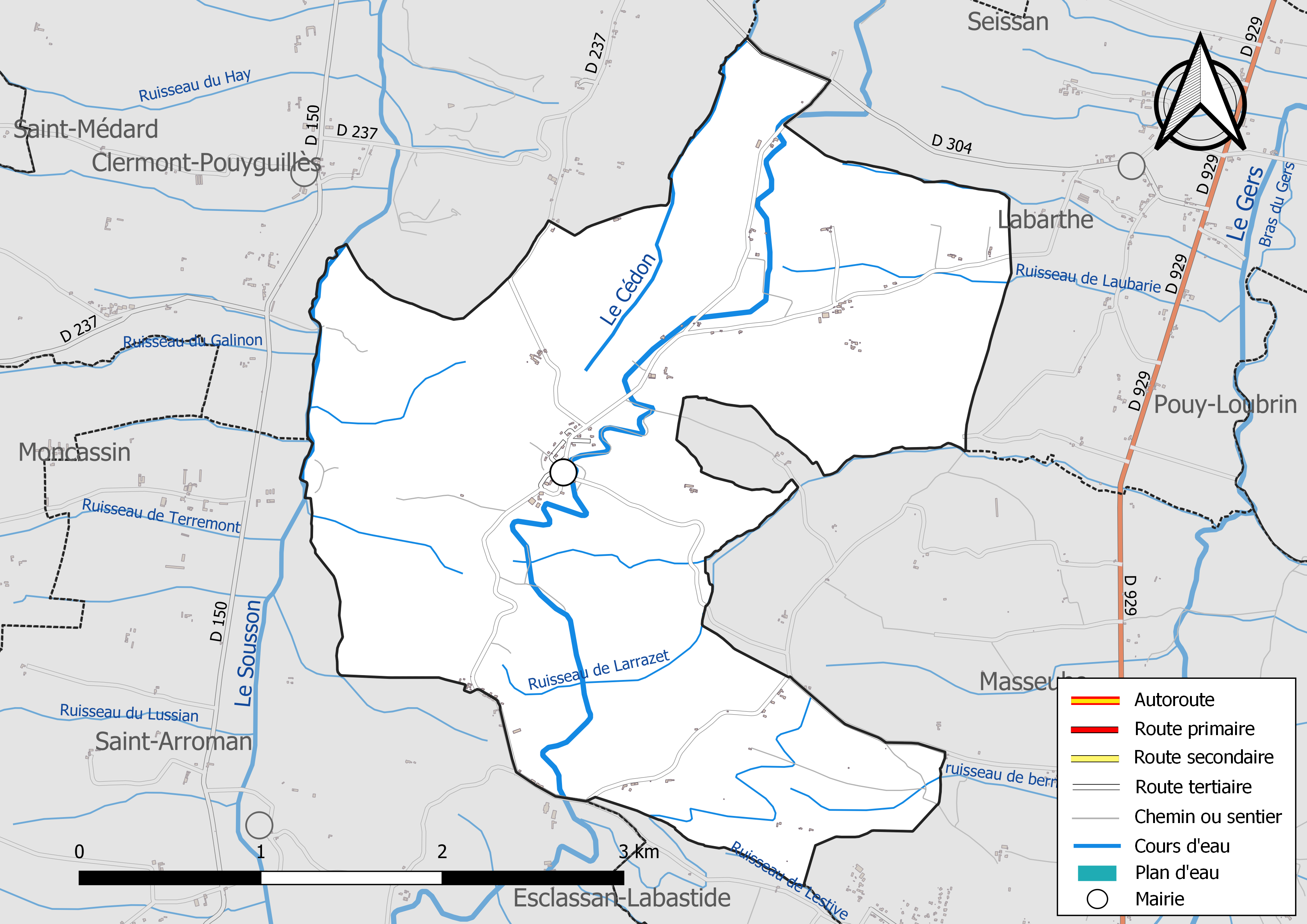
Réseaux hydrographique et routier de Lourties-Monbrun.

### Climat
Pour des articles plus généraux, voir Climat de l'Occitanie et Climat du Gers.
En 2010, le climat de la commune est de type climat océanique altéré, selon une étude s'appuyant sur une série de données couvrant la période 1971-2000. En 2020, Météo-France publie une typologie des climats de la France métropolitaine dans laquelle la commune est toujours exposée à un climat océanique altéré et est dans la région climatique Aquitaine, Gascogne, caractérisée par une pluviométrie abondante au printemps, modérée en automne, un faible ensoleillement au printemps, un été chaud (19,5 °C), des vents faibles, des brouillards fréquents en automne et en hiver et des orages fréquents en été (15 à 20 jours).
Pour la période 1971-2000, la température annuelle moyenne est de 12,5 °C, avec une amplitude thermique annuelle de 15,2 °C. Le cumul annuel moyen de précipitations est de 854 mm, avec 10 jours de précipitations en janvier et 6,4 jours en juillet. Pour la période 1991-2020, la température moyenne annuelle observée sur la station météorologique la plus proche, située sur la commune de Mirande à 13 km à vol d'oiseau, est de 13,6 °C et le cumul annuel moyen de précipitations est de 818,5 mm,. Pour l'avenir, les paramètres climatiques de la commune estimés pour 2050 selon différents scénarios d'émission de gaz à effet de serre sont consultables sur un site dédié publié par Météo-France en novembre 2022.

### Milieux naturels et biodiversité

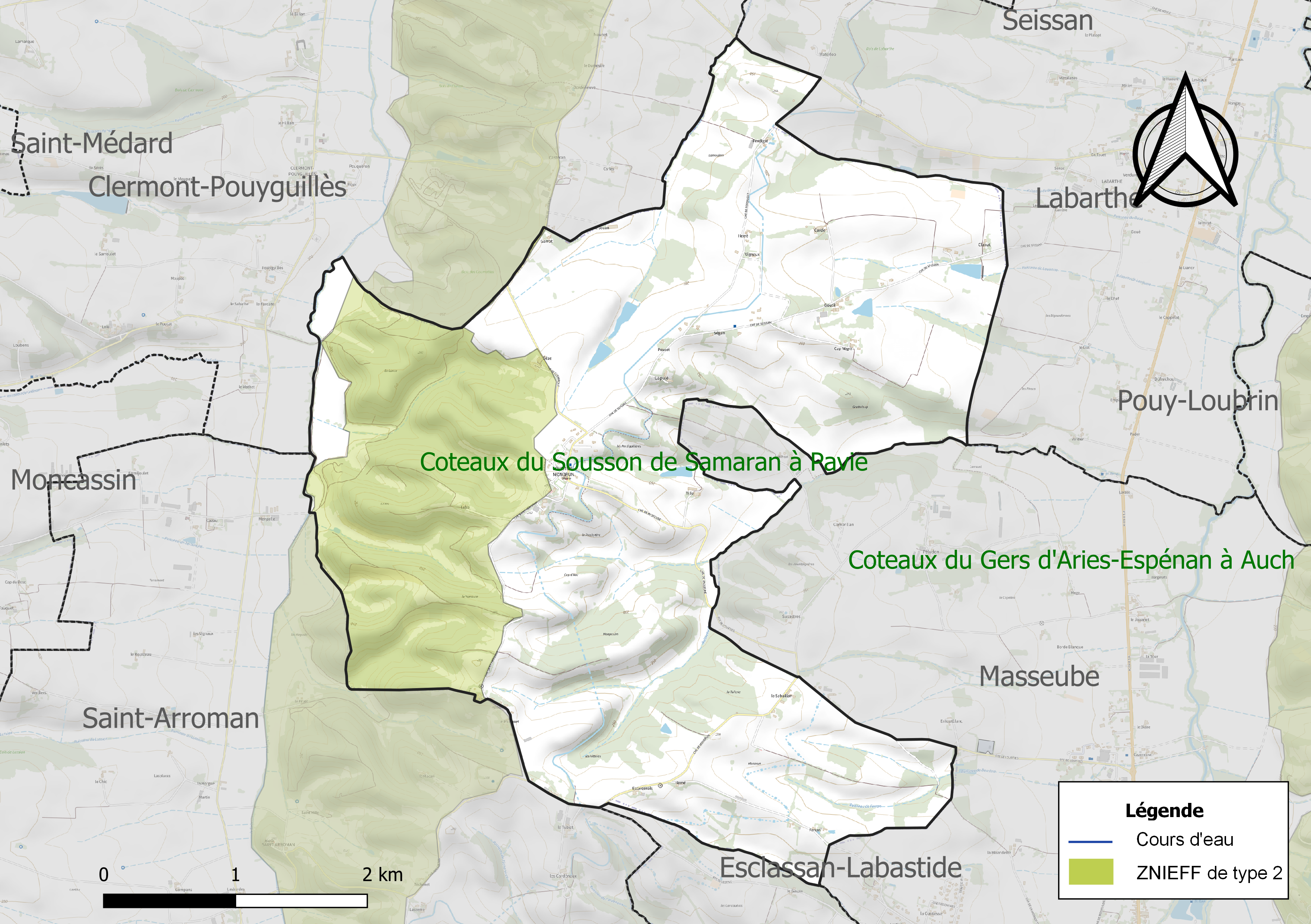
Carte de la ZNIEFF de type 2 localisée sur la commune.

L’inventaire des zones naturelles d'intérêt écologique, faunistique et floristique (ZNIEFF) a pour objectif de réaliser une couverture des zones les plus intéressantes sur le plan écologique, essentiellement dans la perspective d’améliorer la connaissance du patrimoine naturel national et de fournir aux différents décideurs un outil d’aide à la prise en compte de l’environnement dans l’aménagement du territoire.
Une ZNIEFF de type 2 est recensée sur la commune :
les « coteaux du Sousson de Samaran à Pavie » (2 695 ha), couvrant 14 communes du département.

## Urbanisme

### Typologie
Au 1er janvier 2024, Lourties-Monbrun est catégorisée commune rurale à habitat très dispersé, selon la nouvelle grille communale de densité à sept niveaux définie par l'Insee en 2022.
Elle est située hors unité urbaine. Par ailleurs la commune fait partie de l'aire d'attraction d'Auch, dont elle est une commune de la couronne,. Cette aire, qui regroupe 112 communes, est catégorisée dans les aires de 50 000 à moins de 200 000 habitants,.

### Occupation des sols
L'occupation des sols de la commune, telle qu'elle ressort de la base de données européenne d’occupation biophysique des sols Corine Land Cover (CLC), est marquée par l'importance des territoires agricoles (75,7 % en 2018), une proportion identique à celle de 1990 (75,7 %). La répartition détaillée en 2018 est la suivante : 
zones agricoles hétérogènes (40,9 %), terres arables (34,8 %), forêts (24,3 %). L'évolution de l’occupation des sols de la commune et de ses infrastructures peut être observée sur les différentes représentations cartographiques du territoire : la carte de Cassini (XVIIIe siècle), la carte d'état-major (1820-1866) et les cartes ou photos aériennes de l'IGN pour la période actuelle (1950 à aujourd'hui).

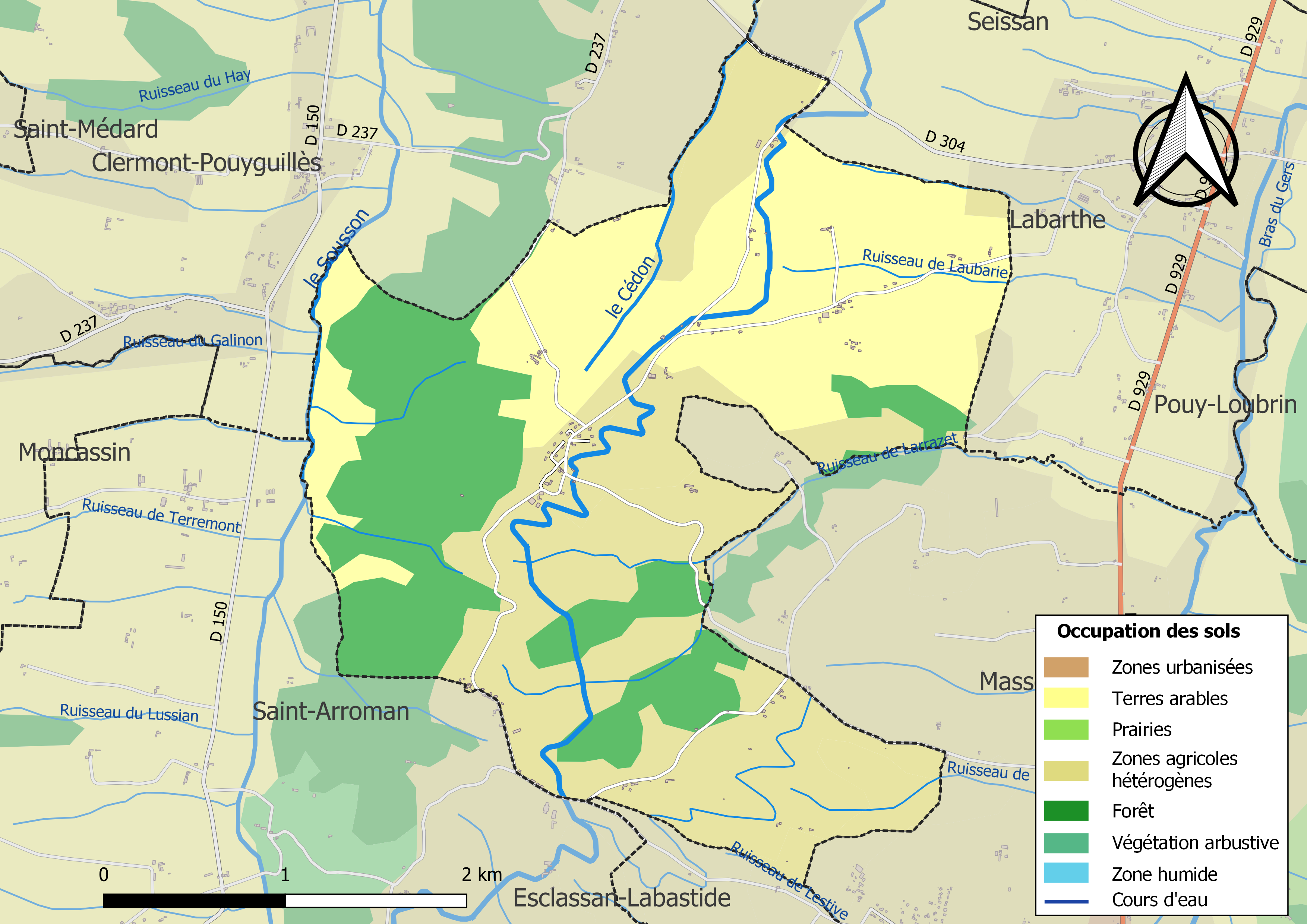
Carte des infrastructures et de l'occupation des sols de la commune en 2018 (CLC).

### Voies de communication et transports
Le territoire de Lourties-Monbrun est traversé par plusieurs routes communales qui rejoignent les diverses routes départementales qui sont tracées tout autour, sans pour autant jamais passer sur la commune et formant une sorte de quadrilatère :
- la D127, au sud, qui relie Masseube à Saint-Arroman ;
- la D150, à l'ouest, qui relie Saint-Arroman à Clermont-Pouyguillès ;
- la D304, au nord, qui relie Clermont-Pouyguillès en passant par la D237 à Labarthe ;
- la D929, à l'est, qui est l'axe principal et permettant de relier Labarthe à Masseube.

D'après Édouard Lartet, la voie romaine reliant Auch à Saint-Bertrand-de-Comminges traversait le territoire de la commune.

### Risques majeurs
Le territoire de la commune de Lourties-Monbrun est vulnérable à différents aléas naturels : météorologiques (tempête, orage, neige, grand froid, canicule ou sécheresse) et séisme (sismicité faible). Un site publié par le BRGM permet d'évaluer simplement et rapidement les risques d'un bien localisé soit par son adresse soit par le numéro de sa parcelle.

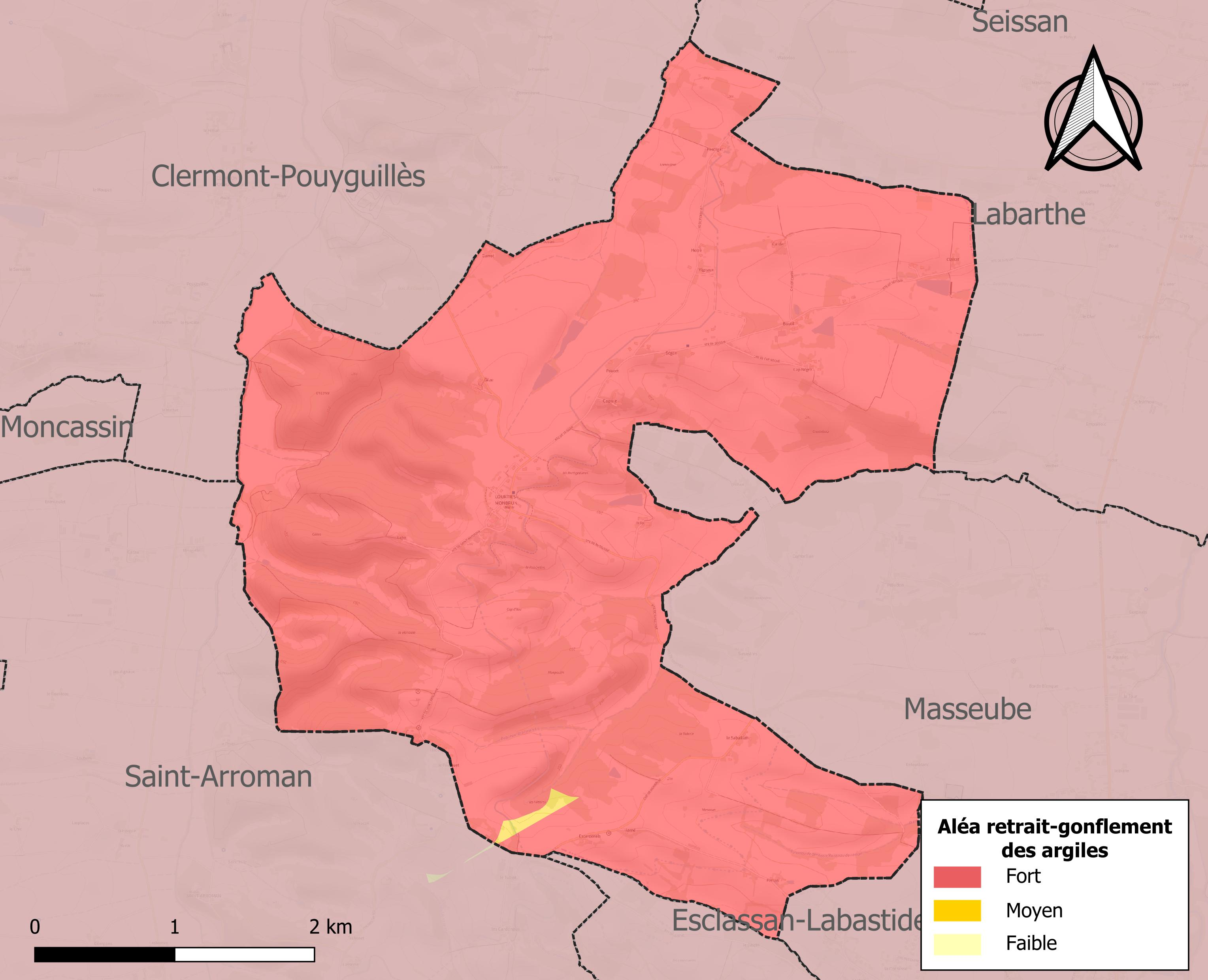
Carte des zones d'aléa retrait-gonflement des sols argileux de Lourties-Monbrun.

Le retrait-gonflement des sols argileux est susceptible d'engendrer des dommages importants aux bâtiments en cas d’alternance de périodes de sécheresse et de pluie. La totalité de la commune est en aléa moyen ou fort (94,5 % au niveau départemental et 48,5 % au niveau national). Sur les 67 bâtiments dénombrés sur la commune en 2019, 67 sont en aléa moyen ou fort, soit 100 %, à comparer aux 93 % au niveau départemental et 54 % au niveau national. Une cartographie de l'exposition du territoire national au retrait gonflement des sols argileux est disponible sur le site du BRGM,.
Par ailleurs, afin de mieux appréhender le risque d’affaissement de terrain, l'inventaire national des cavités souterraines permet de localiser celles situées sur la commune.
La commune a été reconnue en état de catastrophe naturelle au titre des dommages causés par les inondations et coulées de boue survenues en 1999, 2009 et 2018. Concernant les mouvements de terrains, la commune a été reconnue en état de catastrophe naturelle au titre des dommages causés par la sécheresse en 1989, 2011 et 2017 et par des mouvements de terrain en 1999.

## Toponymie
Lourties trouve l'origine de son nom dans le latin hortus, le jardin. Monbrun doit son nom à la couleur de son sol.
Le nom de la commune en gascon est Lortias e Montbrun.

## Histoire

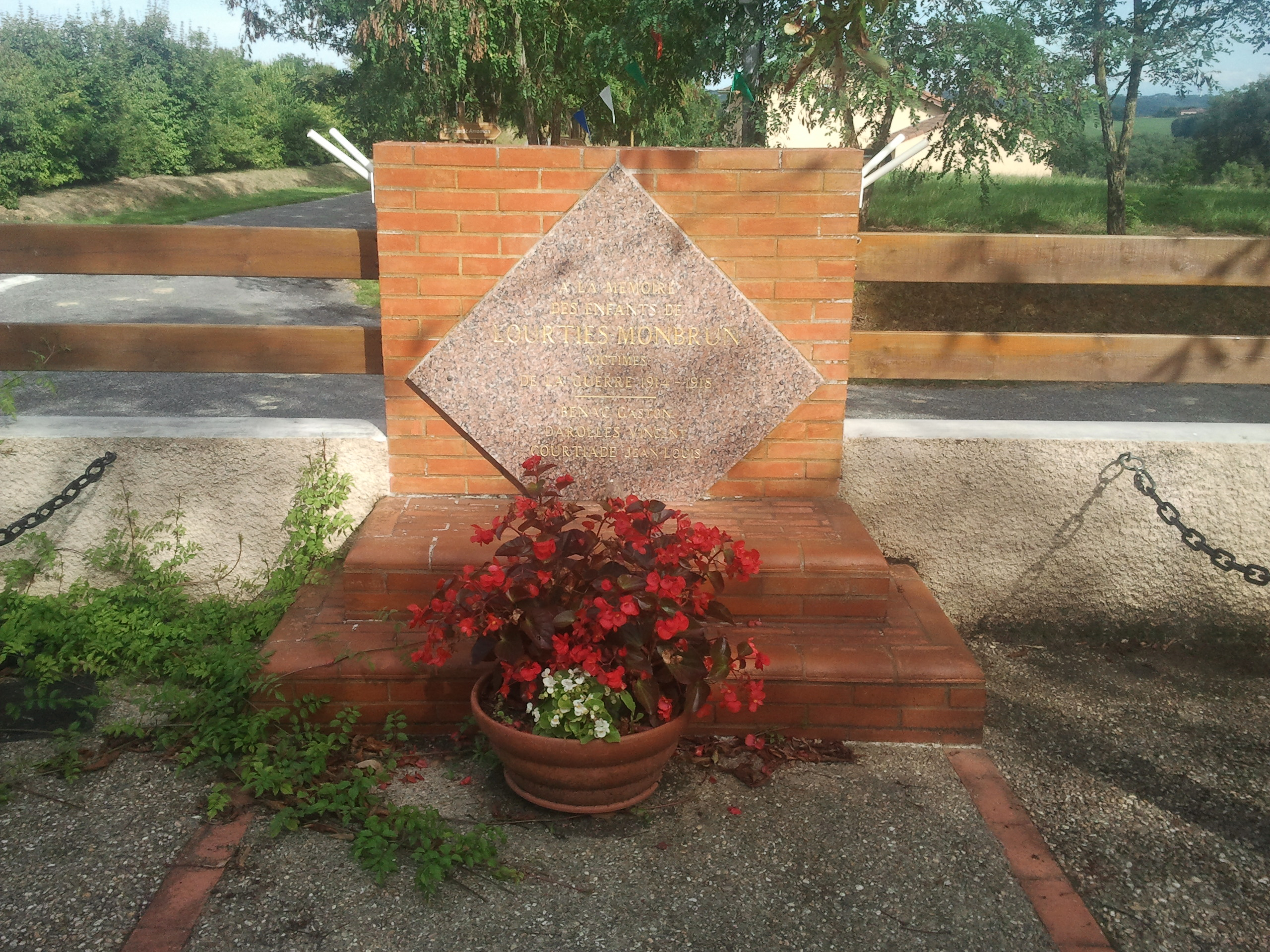
Le monument aux morts.

Des tessons de poteries et de tegulae trouvés au lieu-dit de Segan, au nord-est du hameau de l'église de Lourties, indiquent une occupation des lieux à l'époque gallo-romaine.
En 1514, le prêtre Bernard Padern est à l'origine de la fondation d'une chapellenie. En 1766, un témoignage décrit le territoire comme « un pays de grains et de vignobles ». La commune commence à subir l'exode rural à partir des années 1880.
Les deux communes de Lourties et Monbrun fusionnent en 1822, alors qu'elles sont respectivement peuplées  de 162 et 81 habitants.

## Politique et administration

### Canton
En 1793, les deux communes de Lourties et Monbrun font partie du canton de Masseube. Toutefois, en 1801 Lourties passe brièvement dans le canton de Mirande, puis revient dans son canton d'origine sans doute avant 1806. Après la fusion des deux communes en 1822, la nouvelle entité demeure dans le canton de Masseube,.
À compter des élections départementales de 2015, la commune rejoint le nouveau canton d'Astarac-Gimone.

### Administration municipale
Le conseil municipal de Lourties-Monbrun comprend, en plus du maire, deux adjoints et neuf conseillers municipaux.

### Liste des maires

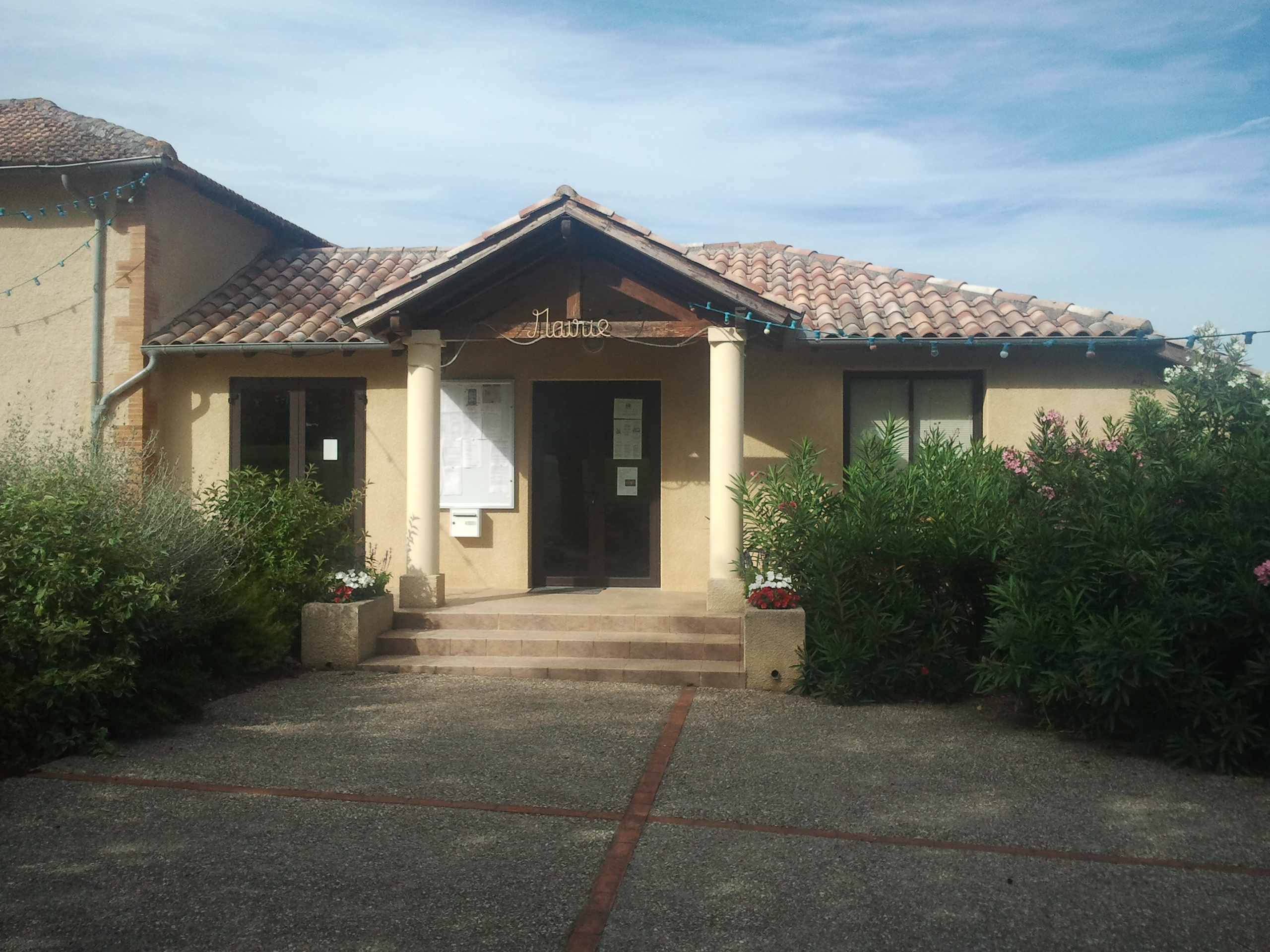
La mairie.

| Période   | Période  | Identité       | Étiquette | Qualité       |
| --------- | -------- | -------------- | --------- | ------------- |
| mars 2001 | 2014     | Guy Messine    | PS        |               |
| mars 2014 | En cours | Karine Monfort | DVG       | Fonctionnaire |

## Population et société

### Démographie
L'évolution du nombre d'habitants est connue à travers les recensements de la population effectués dans la commune depuis 1793. Pour les communes de moins de 10 000 habitants, une enquête de recensement portant sur toute la population est réalisée tous les cinq ans, les populations de référence des années intermédiaires étant quant à elles estimées par interpolation ou extrapolation. Pour la commune, le premier recensement exhaustif entrant dans le cadre du nouveau dispositif a été réalisé en 2007.

En 2022, la commune comptait 156 habitants, en évolution de +2,63 % par rapport à 2016 (Gers : +1,04 %, France hors Mayotte : +2,11 %).
| 1793 | 1800 | 1806 | 1821 | 1831 | 1841 | 1846 | 1851 | 1856 |
| ---- | ---- | ---- | ---- | ---- | ---- | ---- | ---- | ---- |
| 174  | 186  | 190  | 162  | 228  | 257  | 265  | 256  | 255  |

| 1861 | 1866 | 1872 | 1876 | 1881 | 1886 | 1891 | 1896 | 1901 |
| ---- | ---- | ---- | ---- | ---- | ---- | ---- | ---- | ---- |
| 227  | 222  | 209  | 216  | 219  | 231  | 233  | 189  | 166  |

| 1906 | 1911 | 1921 | 1926 | 1931 | 1936 | 1946 | 1954 | 1962 |
| ---- | ---- | ---- | ---- | ---- | ---- | ---- | ---- | ---- |
| 168  | 153  | 131  | 119  | 112  | 122  | 121  | 89   | 91   |

| 1968 | 1975 | 1982 | 1990 | 1999 | 2006 | 2007 | 2012 | 2017 |
| ---- | ---- | ---- | ---- | ---- | ---- | ---- | ---- | ---- |
| 61   | 50   | 93   | 102  | 108  | 124  | 126  | 140  | 158  |

| 2022 | - | - | - | - | - | - | - | - |
| ---- | - | - | - | - | - | - | - | - |
| 156  | - | - | - | - | - | - | - | - |

Note : Jusqu'en 1821, la population affichée est uniquement celle de Lourties, puis celle des deux communes devenues Lourties-Monbrun à partir de 1831.

### Enseignement
Il y avait jadis une école à Lourties-Monbrun. En 1961, c'est la première école rurale du département à être fermée et le bâtiment est depuis utilisé comme foyer rural, accueillant les associations locales et les diverses festivités. Le territoire est desservi par un transport scolaire.

### Manifestations culturelles et festivités
- Fête locale : 3e week-end de juillet[1].

### Santé
Il n'y a pas de médecin ni de pharmacie à Lourties-Monbrun. Les plus proches sont à un peu plus de 4 km, à Masseube.

### Sports
Un sentier de randonnée pédagogique de 3,5 km a été inauguré en 2001. Reliant Lourties-Monbrun à Masseube et baptisé De soulan en paguère, il est destiné à faire découvrir la faune et la flore locales, à travers des panneaux disposés tout le long du parcours.

## Économie

### Revenus
En 2018  (données Insee publiées en septembre 2021), la commune compte 59 ménages fiscaux, regroupant 146 personnes. La médiane du revenu disponible par unité de consommation est de 21 570 € (20 820 € dans le département).

### Emploi
|                | 2008  | 2013  | 2018  |
| -------------- | ----- | ----- | ----- |
| Commune        | 7,2 % | 3,5 % | 6,1 % |
| Département    | 6,1 % | 7,5 % | 8,2 % |
| France entière | 8,3 % | 10 %  | 10 %  |

En 2018, la population âgée de 15 à 64 ans s'élève à 102 personnes, parmi lesquelles on compte 72,4 % d'actifs (66,3 % ayant un emploi et 6,1 % de chômeurs) et 27,6 % d'inactifs,. En  2018, le taux de chômage communal (au sens du recensement) des 15-64 ans est inférieur à celui de la France et département, alors qu'en 2008 il était supérieur à celui du département et inférieur à celui de la France.
La commune fait partie de la couronne de l'aire d'attraction d'Auch, du fait qu'au moins 15 % des actifs travaillent dans le pôle,. Elle compte 8 emplois en 2018, contre 10 en 2013 et 13 en 2008. Le nombre d'actifs ayant un emploi résidant dans la commune est de 69, soit un indicateur de concentration d'emploi de 12,1 % et un taux d'activité parmi les 15 ans ou plus de 59 %.
Sur ces 69 actifs de 15 ans ou plus ayant un emploi, 7 travaillent dans la commune, soit 11 % des habitants. Pour se rendre au travail, 90,9 % des habitants utilisent un véhicule personnel ou de fonction à quatre roues, 3 % les transports en commun, 3 % s'y rendent en deux-roues, à vélo ou à pied et 3 % n'ont pas besoin de transport (travail au domicile).

### Activités hors agriculture

#### Secteurs d'activités
8 établissements sont implantés  à Lourties-Monbrun au 31 décembre 2019.
Le secteur des activités spécialisées, scientifiques et techniques et des activités de services administratifs et de soutien est prépondérant sur la commune puisqu'il représente 37,5 % du nombre total d'établissements de la commune (3 sur les 8 entreprises implantées  à Lourties-Monbrun), contre 14,4 % au niveau départemental.

#### Entreprises et commerces
L'activité du territoire est essentiellement agricole. Les exploitations sont spécialisées en polyculture céréalière (maïs) et en élevages divers (poulets fermiers, bovins et ovins). Quelques surfaces forestières sont exploitées pour le bois de chauffage.

### Agriculture
|               | 1988 | 2000 | 2010 | 2020 |
| ------------- | ---- | ---- | ---- | ---- |
| Exploitations | 14   | 10   | 7    | 7    |
| SAU (ha)      | 499  | 404  | 364  | 245  |

La commune est dans l'Astarac, une petite région agricole englobant tout le Sud du départementdu Gers, un quart de sa superficie, et correspond au pied de lʼéventail gascon. En 2020, l'orientation technico-économique de l'agriculture  sur la commune est la polyculture et/ou le polyélevage. Sept exploitations agricoles ayant leur siège dans la commune sont dénombrées lors du recensement agricole de 2020 (14 en 1988). La superficie agricole utilisée est de 245 ha,,.

## Culture locale et patrimoine

### Lieux et monuments
- L'église Saint-Jean-Baptiste de Lourties a été construite entre la fin du XIIIe siècle et le début du XIVe siècle. Au XVIIIe siècle son plafond est surélevé de deux mètres. Outre son clocher-mur à deux ouvertures pour les cloches, l'église comprend une nef centrale, un chœur pentagonal, une chapelle au nord vouée au culte de la Vierge et une autre au sud dédiée à sainte Anne[19].

L'église Saint-Jean-Baptiste
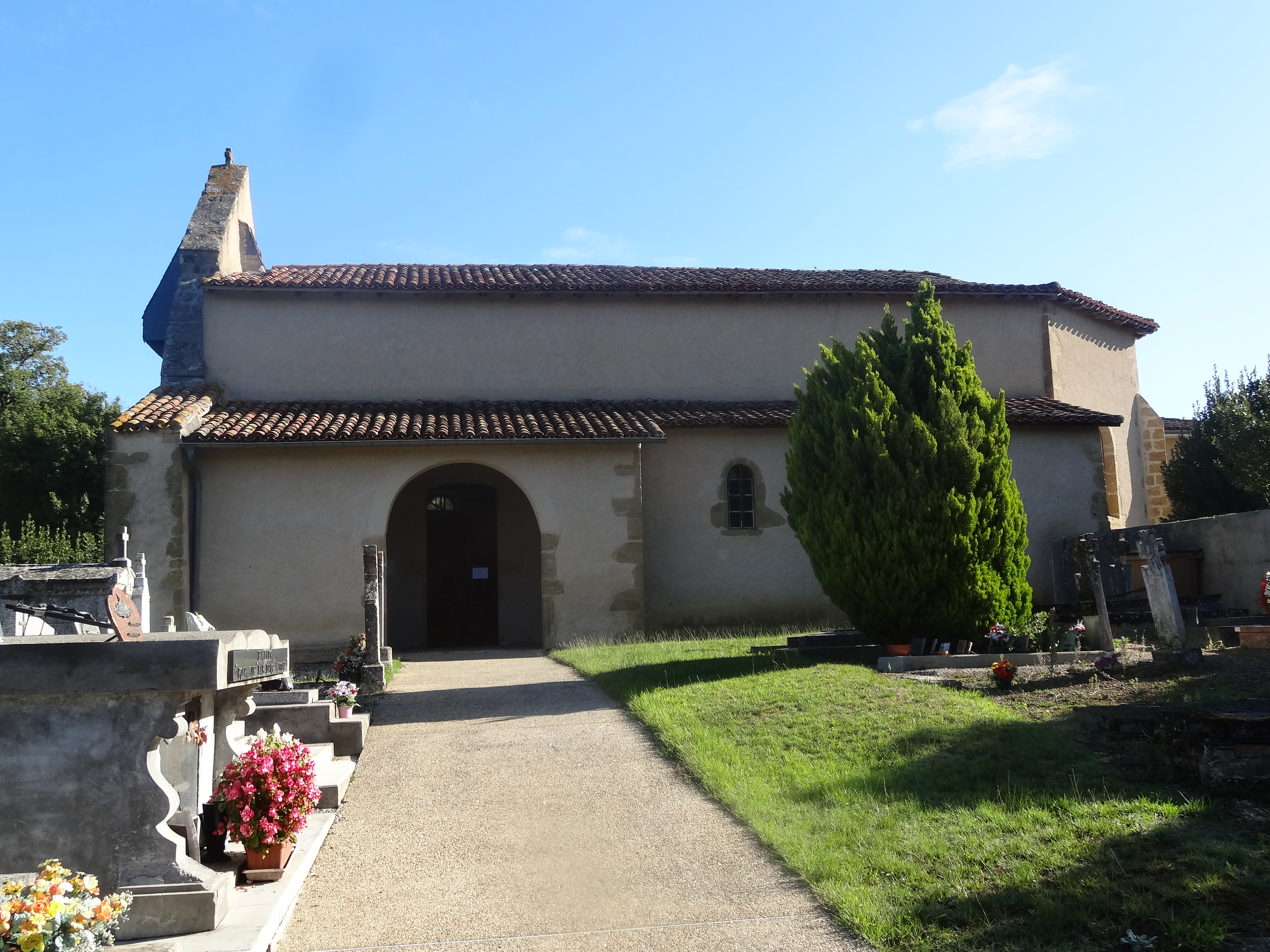
L’édifice et le cimetière.
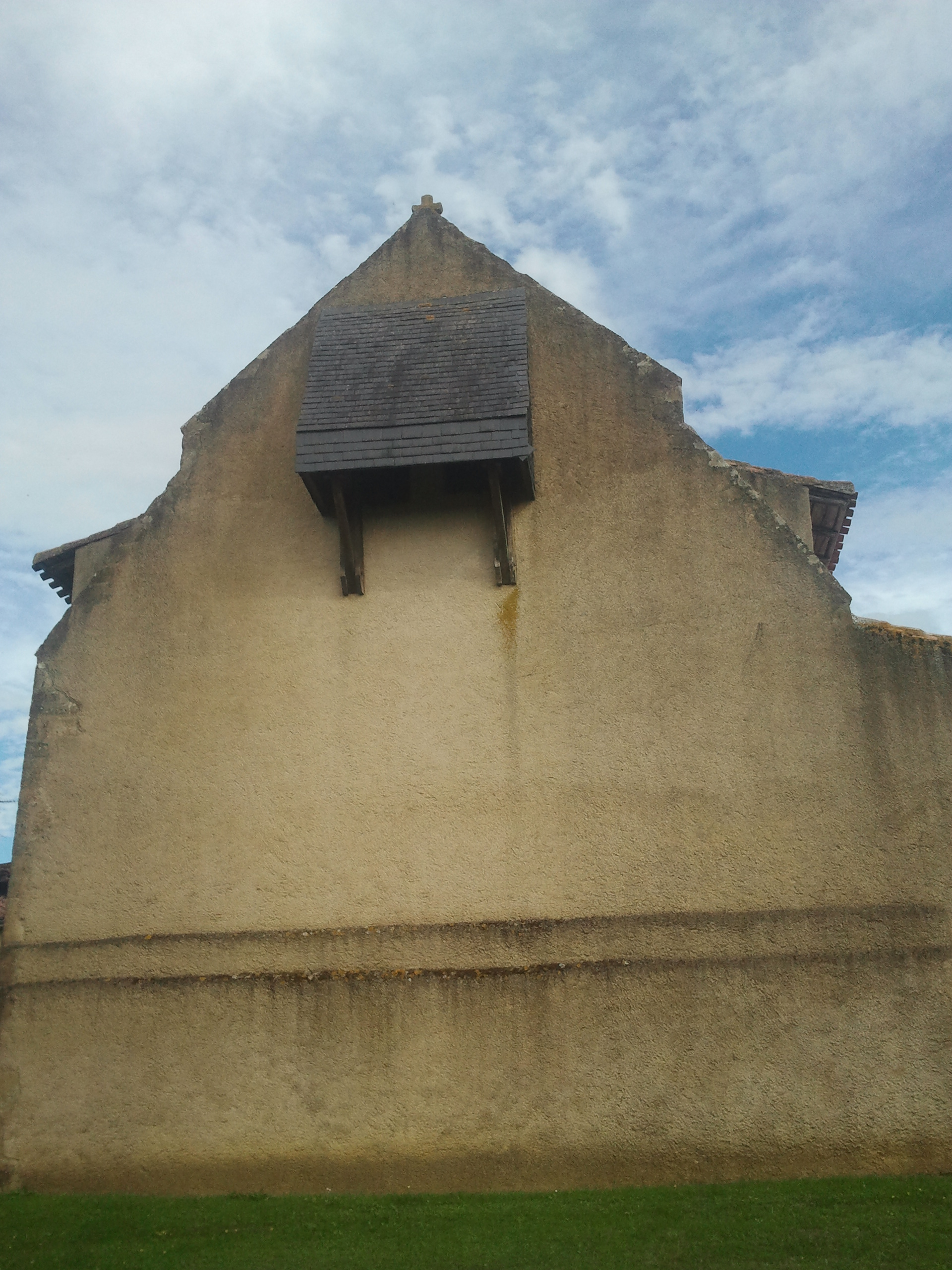
Le clocher-mur.
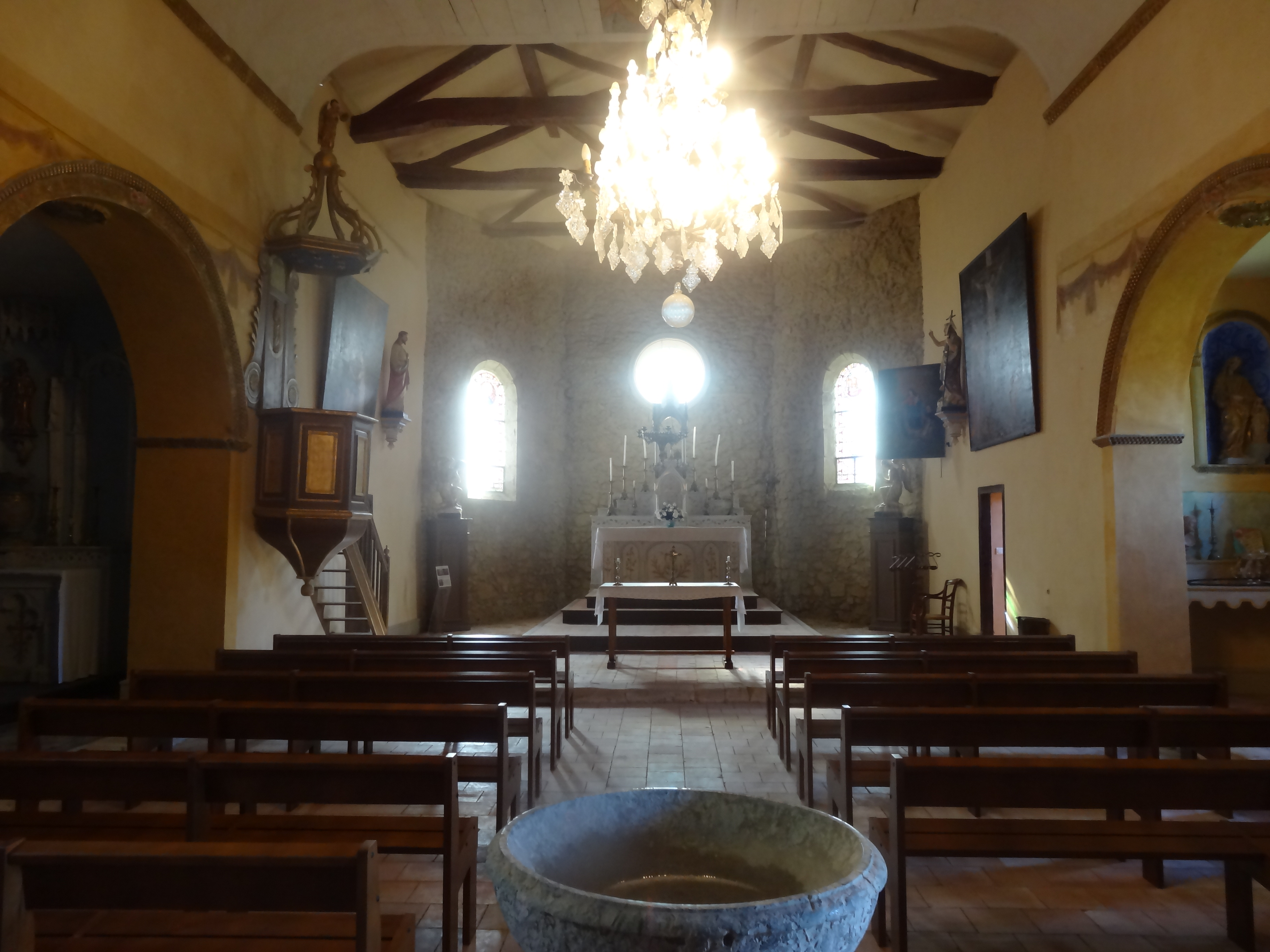
La nef et le chœur.
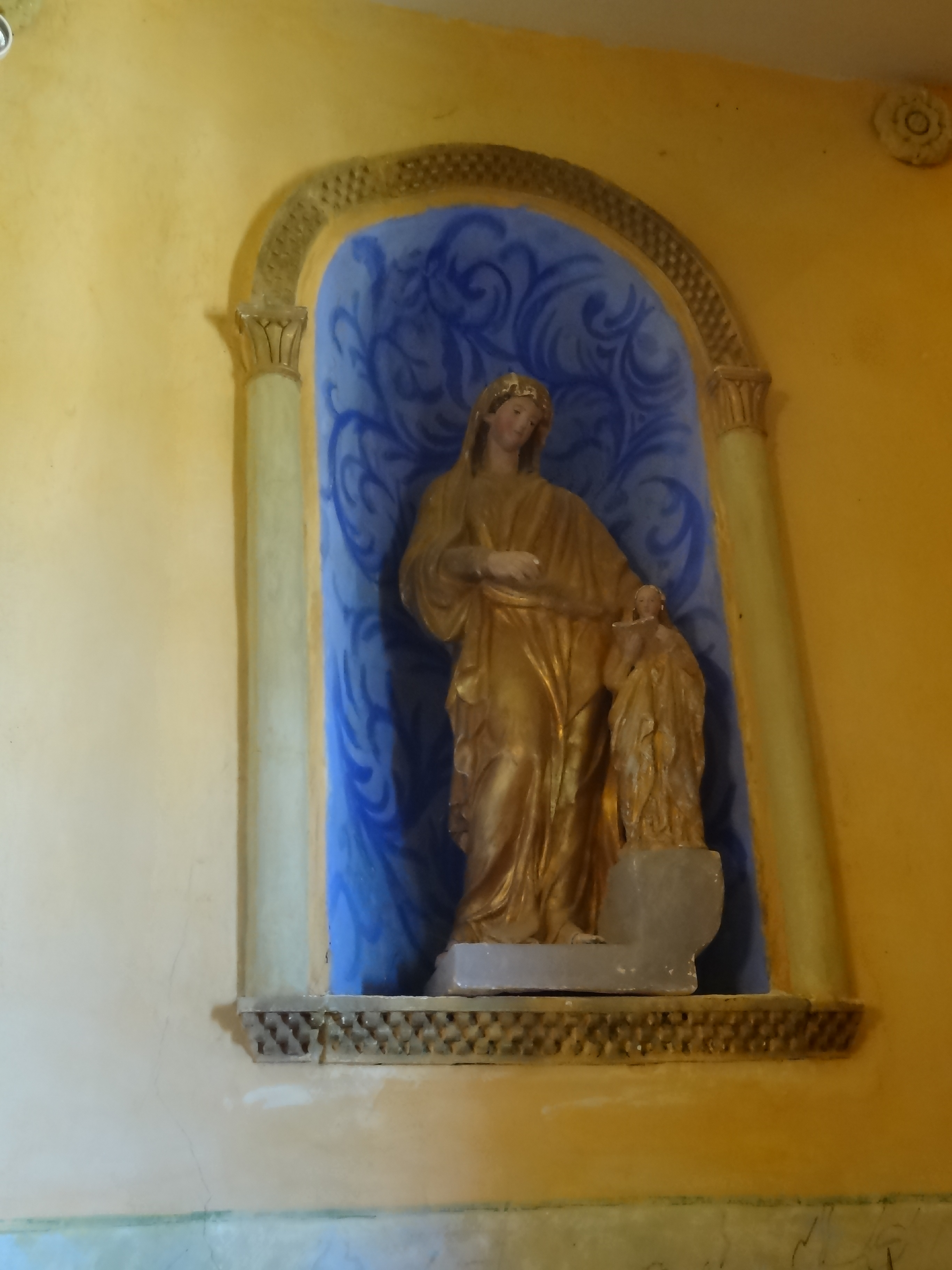
Statue restaurée.

- L'église Saint-André de Monbrun était jadis l'objet d'un important pèlerinage le jour de sa fête patronale et on y amenait les enfants pour les guérir de la jaunisse[28], croyance renforcée par la couleur rouge de la statue de saint André. Désaffectée en 1953, elle a été vendue à un particulier et transformée en habitation, tandis que son mobilier était transféré à l'église de Lourties[19].

Autres lieux et monuments
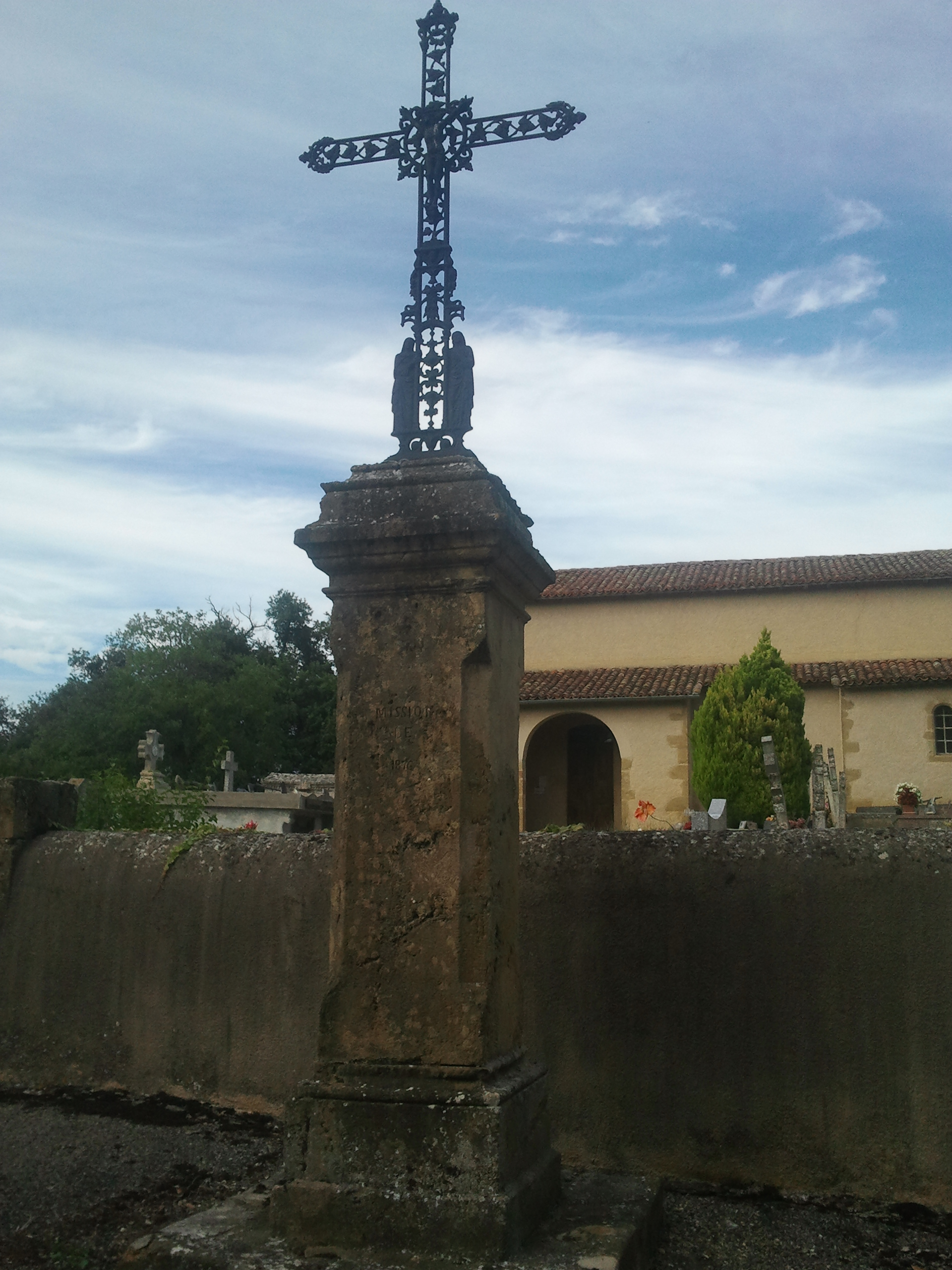
Croix de mission (1876) devant l'église.
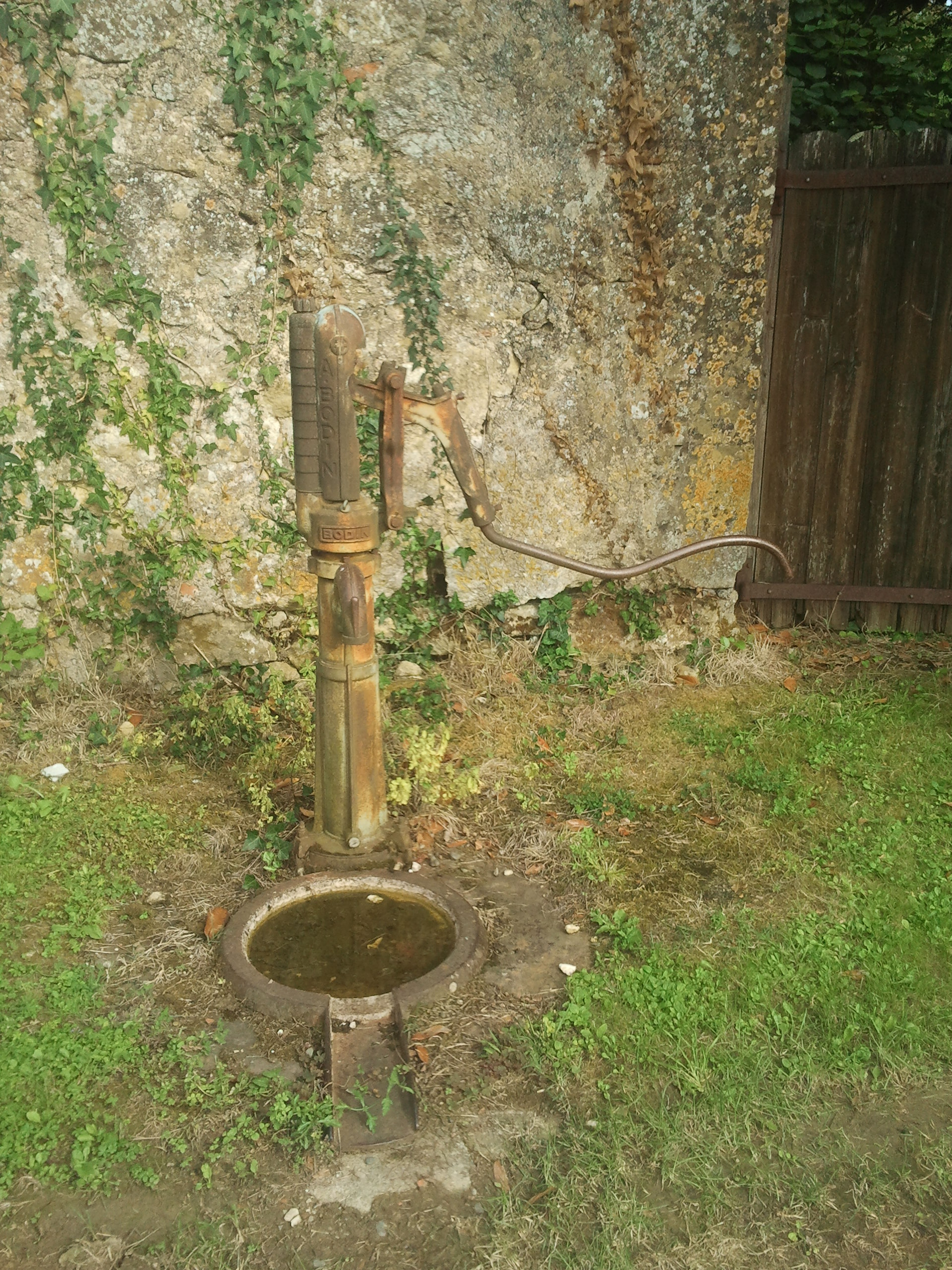
Fontaiune à eau.